# Allmaniopsis
Allmaniopsis, monotipski biljni rod iz porodice štirovki. Jedina vrsta je niska grmolika trajnica A. fruticulosa, kenijski endem koji naraste 15 do 25 cm visine.
I rod i vrsta opisani su 1950.